# ハレルヤルーヤ/愛したいひと
「ハレルヤルーヤ/愛したいひと」（ハレルヤルーヤ/あいしたいひと）は横山だいすけの楽曲。
両A面シングルとして2019年6月26日にSME Recordsから発売された。

「ハレルヤルーヤ」の 作詞はKoudai Iwatsubo、 作曲はKoudai Iwatsubo・GRP。
「愛したい人」の作詞・作曲は水野良樹。

## シングル収録トラック
| #         | タイトル           | 作詞                | 作曲                 | 編曲      | 時間  |
| --------- | ------------------ | ------------------- | -------------------- | --------- | ----- |
| 1.        | 「ハレルヤルーヤ」 | Koudai Iwatsubo     | Koudai Iwatsubo/ GRP | GRP       | 4:08  |
| 2.        | 「愛したい人」     | 水野良樹            | 水野良樹             | 本間昭光  | 5:35  |
| 3.        | 「Special days」   | 山森大輔/岡田マリア | ソラノアルト         | Saku      | 3:33  |
| 合計時間: | 合計時間:          | 合計時間:           | 合計時間:            | 合計時間: | 13:16 |

## タイアップ
「ハレルヤルーヤ」
- パズドラ (テレビアニメ)OPテーマ

「愛したい人」
- 日本テレビ「ぶらり途中下車の旅」テーマソング

## ミュージック・ビデオ
「ハレルヤルーヤ」
2019年6月17日にYouTubeで公開。

ティアドロップのサングラスをかけ、髪は角刈りオールバックの“てるてる坊主刑事”に扮する横山が、梅雨の時期活発化する“雨雲製造アジト”を潰しに向かうというストーリー。銃撃戦や爆破シーンもあるハードボイルドなアクションシーンが話題に。

## 収録アルバム
『歌袋』